# Бабаево (Можайский район)
Бабаево — деревня в Можайском районе Московской области в составе Юрловского сельского поселения. До 2006 года Бабаево входило в состав Ваулинского сельского округа.

## География
Деревня расположена в южной части района, на безымянном правом притоке реки Протва, примерно в 17 км к югу от Можайска, высота центра над уровнем моря 196 м. Ближайшие населённые пункты — Сальницы на юго-западе, Хорошилово на северо-западе и Поченичено на севере.

## Население
| 2002 | 2006 | 2010 |
| ---- | ---- | ---- |
| 3    | ↘0   | →0   |